# Плакуча скеля

Плаку́ча ске́ля — ландшафтний заказник національного значення у долині річки Західний Булганак на теренах с. Пожарське Сімферопольського району АР Крим, що був створений згідно з Постановою Кабінету міністрів УРСР від 13 лютого 1989 року, шляхом реорганізації пам'ятки природи, створеної 1988 року. Метою створення заказника був захист ландшафту в долині річки Західний Булганак.

## Загальні відомості
Землекористувачем всієї території є КГЗ «Янтарний». Заказник розміщений на захід від Зовнішнього пасма Кримських гір біля селищ Пожарське (крим. Bulğanaq Badraq) і Водне (крим. Qoyaş, Къояш), розміщених у долині річки. Пожарська сільська рада організовує на теренах заказника культурно-масові заходи, фестивалі.
Площа заказника — 21,7 га, створений у 1989 році.

## Опис
Річка Західний Булганак завдовжки 49 км не має постійних приток і внаслідок забору води для зрошення у нижній течії практично безводна впродовж року. У верхній течії перегороджена греблями для збирання води.
Заказник створений навколо Плакучої скелі, де вздовж лівого берегу річки Західний Булганак на 110—120 метрів простягається виступ-обрив корінної скельної породи заввишки до 6-8 метрів. Скельна порода складається з пісковиків та вапняків, завдяки чому крізь карстові тріщини у нижній частині скелі просочуються ґрунтові води у вигляді крапель, що нагадують людські сльози, тонкими струменями. Краплі утворили жолоб у нижньому карнизі скелі, де збирається вода і витікає до водойми у підніжжі скелі, порослої мохом (Bryophyta) та лишайником (Lichenes). Крім Плакучої скелі у скелі утворився невеликий грот.
Крім Плакучої скелі, до складу заказника входять ділянка цілинного степу та урочище, заросле платанами (Platanus), ялівцем (Juniperus), чагарниками барбарису (Berberis) .

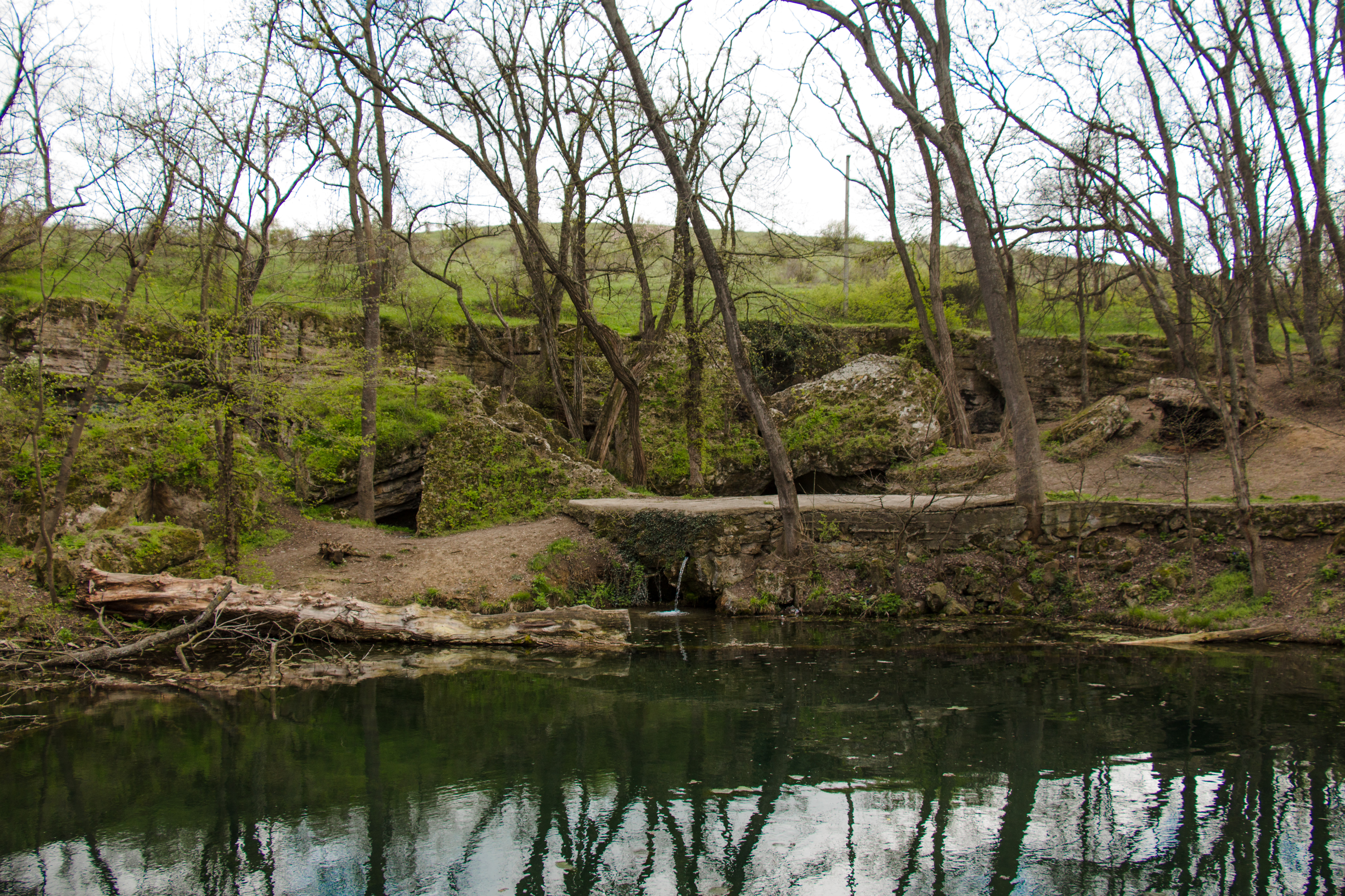
Плакуча скеля
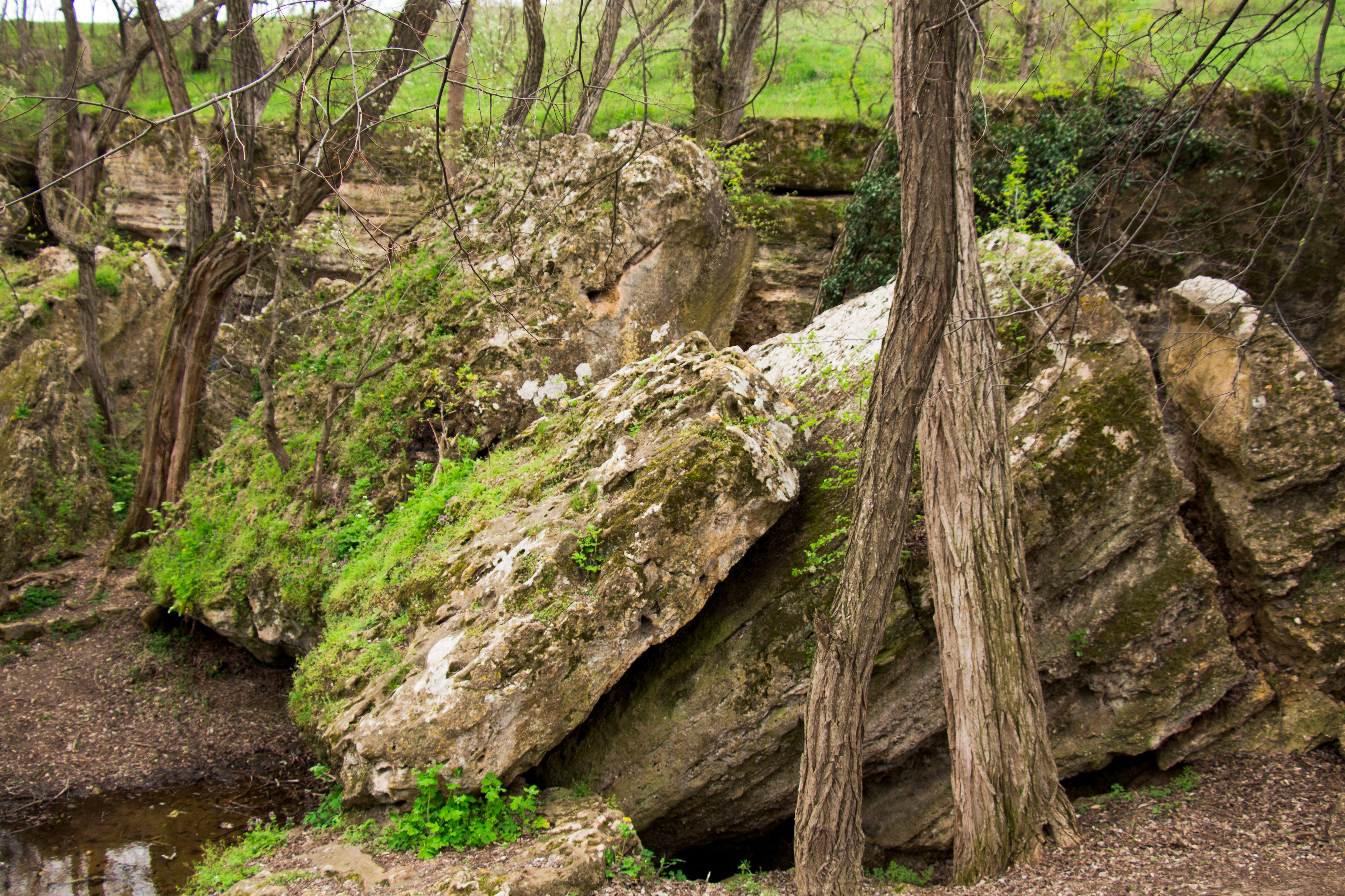
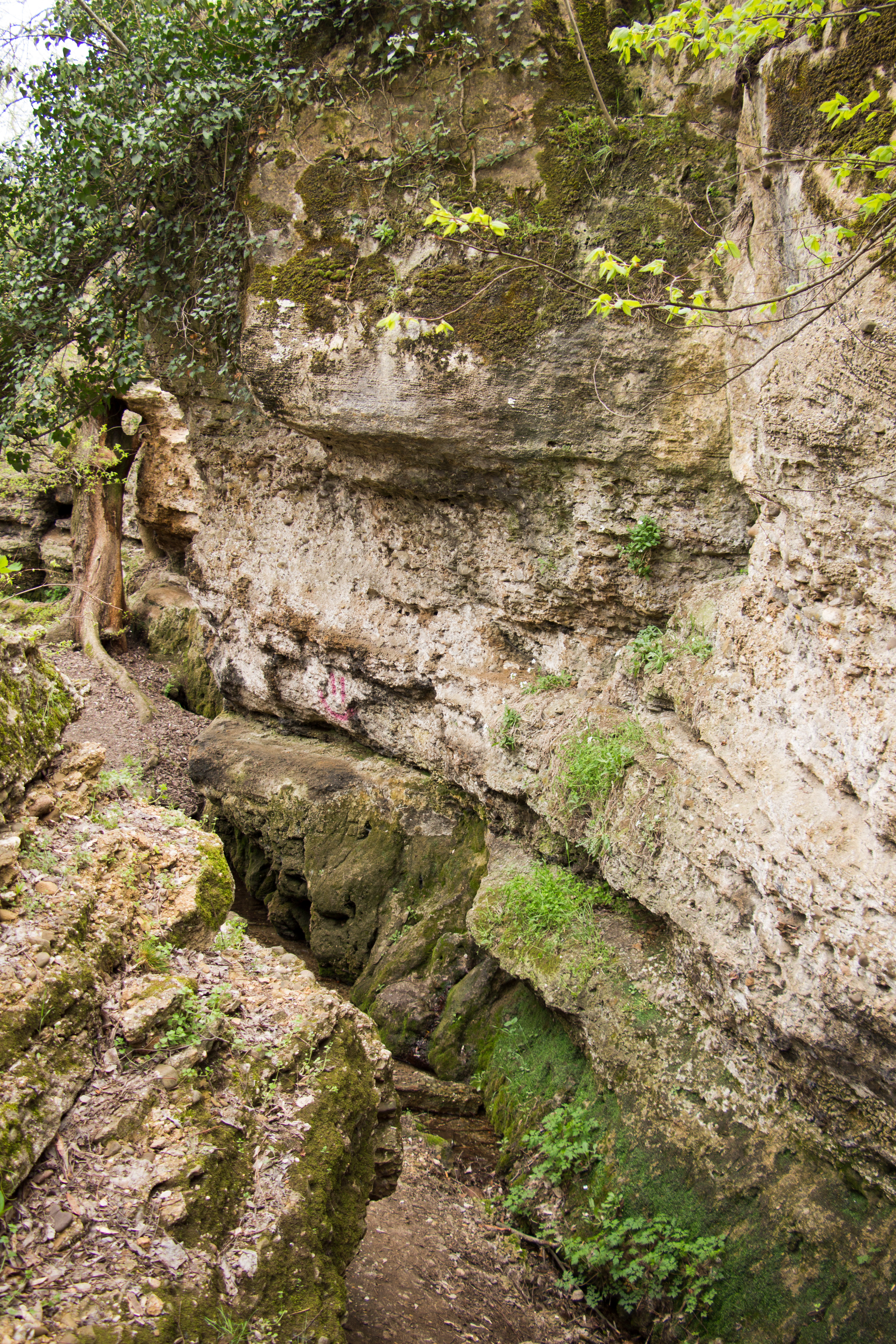
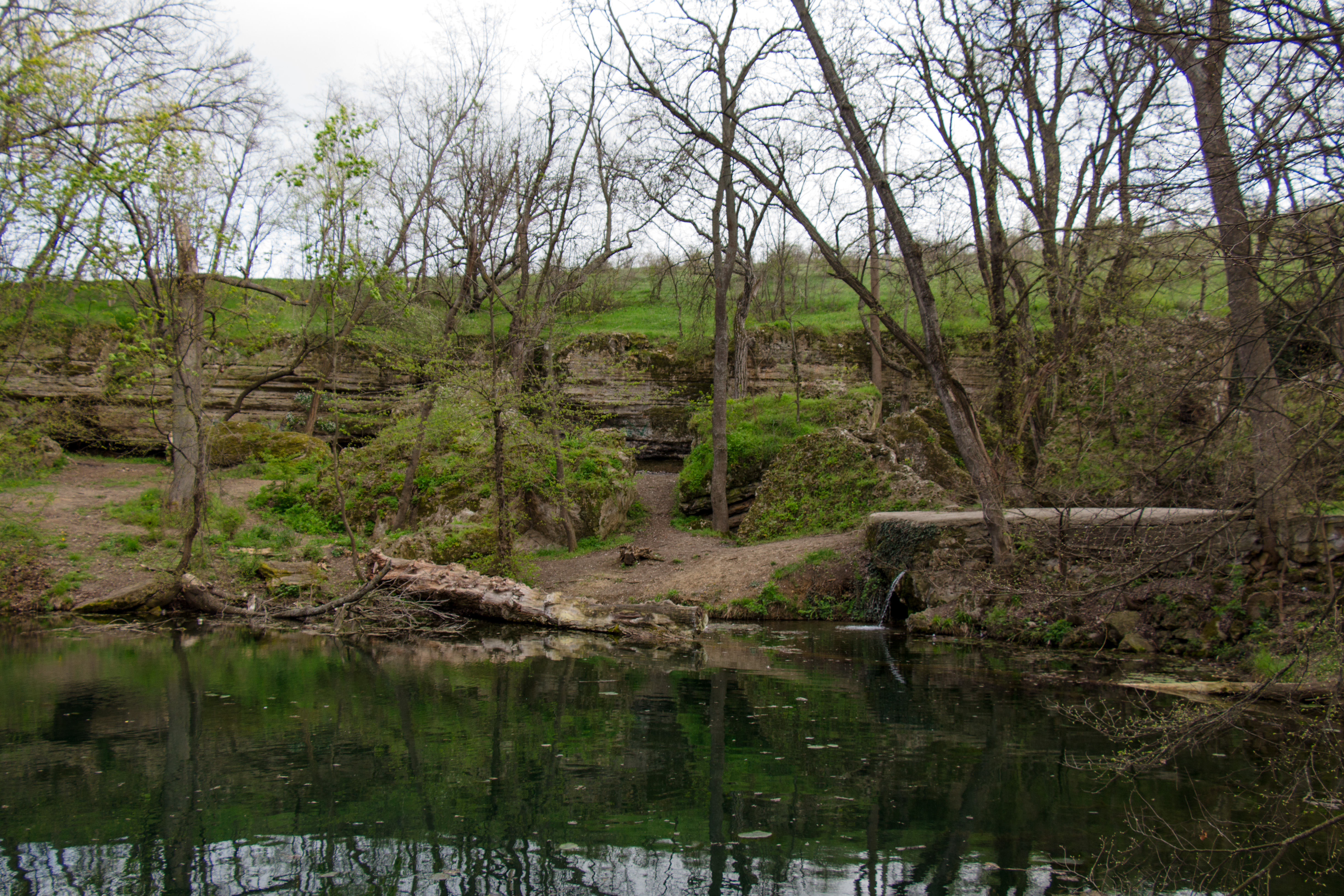

## Легенда
За легендою на березі річки жили олені, що були окрасою місцини. Одного разу сюди потрапили мисливці, які перестріляли усіх оленів. Останній з них прибіг на скелю, де помер. З жалю за оленями заплакала земля. Сльози до сьогодні нагадують про необхідність охорони всього, що нас оточує.